# The Last Remnant
The Last Remnant (ラストレムナント Rasuto Remunanto?) es un videojuego de rol desarrollado y publicado por Square Enix. El juego está dirigido para audiencias japonesas y occidentales y tuvo una publicación simultánea en Japón, América del Norte y Europa, el 20 de noviembre de 2008 para Xbox 360. Fue publicado en todo el mundo para Microsoft Windows a finales de marzo de 2008 y a través de Steam el 9 de abril de 2009. Una versión para PlayStation 3 fue anunciada, pero nunca llegó a publicarse. El juegonos traslada a un mundo ficticio dividido por varias ciudades estado habitadas por cuatro especies diferentes y cuyo pasado incluye conflictos sobre "Restos" (Remnant en inglés), artefactos mágicos de formas variables. El jugador toma el control de Rush Sykes, un hombre joven que busca a su hermana, pieza clave en una guerra secreta. Presenta un sistema de batalla único en qué el jugador da órdenes a grupos múltiples, o "uniones", de personajes más que a unidades individuales.
El juego estuvo dirigido por Hiroshi Takai y era el primer juego desarrollado por Square Enix en utilizar el motor Unreal Engine 3. La dirección de arte fue encargada a Kimihiko Miyamae y el productor de arte Yusuke Naora. La banda sonora del juego estuvo compuesta por Tsuyoshi Sekito asistido por Yasuhiro Yamanaka. Más tarde se publicó como álbum de tres discos. El diseño y el diálogo del juego estuvo creado para agradar a jugadores internacionales así como jugadores japoneses, y la captura de movimiento para los personajes principales, incluyendo los moviemintos de la boca, estuvo hecho con actores occidentales de habla inglesa.
El juego recibió una baja crítica, aunque fue mejor recibido por japoneses que por occidentales. Una queja común, especialmente en el original de Xbox 360, era sobre los problemas gráficos que incluían bajos "frames" y texturas de resolución más alta de repente eran reemplazadas por más bajas varios segundos después de una escena. The Last Remnant fue elogiado por su dirección de arte y música.

## Jugabilidad
El juego está dividido entre una área mundial, una área de batalla, y un mapa mundial. El jugador controla a Rush Sykes, el protagonista, y le mueve alrededor la pantalla mundial dentro de una área, con la cámara que flota detrás y ligeramente encima. Dentro de la pantalla mundial, el jugador puede hablar a NPCs, entrar a edificios y otras áreas, o salir a la pantalla de mapa. La pantalla de mapa deja viaja al instante entre áreas y ciudades diferentes, o entre áreas diferentes dentro de una ciudad. La pantalla de batalla es mostrada solo durante combate, y es una área tridimensional como la pantalla mundial con un encuadre reminiscente de la ubicación del jugador en el mundo. No hay encuentros aleatorios; en cambio, el jugador se introduce en una batalla y en la pantalla de batalla cuándo toca a un enemigo en la pantalla mundial principal. El jugador puede escoger entrar en una batalla con enemigos múltiples al activar una "discronía" que cambia el tiempo a más despacio y puede correr hasta enemigos múltiples antes de comenzar la batalla.
El juego presenta un sistema de batalla denominado por el director Hiroshi Takai como "sistema de turnos, a base de comandos mediante encuentros de símbolos." Durante una batalla, cada enemigo de la pantalla mundial está representado por un grupo, o "unión", de los enemigos que varían de uno a cinco unidades individuales; de modo parecido, las fuerzas del jugador están compuestas de uniones múltiples de tres a cinco unidades cada una. Las habilidades de las unidades en las uniones del jugador, los cuales incluyen personajes de la historia y unidades alquilables que no aparecen en el exterior de batalla, varía según parámetros diferentes. Un parámetro es la barra de "moral", la cual está afectada por los acontecimientos en batalla y puede tener efectos positivos o negativos en las fuerzas de la batalla. Cada unidad también puede aprender ataques diferentes, los cuales están divididos en categorías como ataques con armas y magia de cura. A principios de cada turno el jugador selecciona entre un grupo de elecciones que tipo de ataque llevará a cabo cada unidad; el jugador es incapaz de seleccionar el ataque individual de cada unidad. Los ataques especiales requieren "puntos de acción", que continuamente acumula durante cada batalla. El jugador selecciona a principios de cada turno qué unidad de enemigos atacará. Cuando el enemigo hace sus selecciones al mismo tiempo, es posible que una unión sea "deadlocked", o forzado para luchar con una unión diferente que el jugador o el enemigo habían seleccionado. Cuándo las uniones múltiples están atacando al mismo enemigo, algunos de las uniones pueden flanquear al enemigo o atacar por la retaguardia para realizar daño extra.
Además de batallas, hay búsquedas numerosas qué el jugador puede emprender. Muchos de estas búsquedas llevan al jugador a una área inmediatamente y regresa una vez completada la búsqueda, mientras que las "búsquedas de gremio" no requieren aceptación y pueden ser completadas por el jugador siempre que se hayan completado los logros enumerados en la búsqueda. Rush y las otras unidades se pueden equipar muchos elementos y armas diferentes. El equipamiento de Rush puede ser mejorado con opciones diferentes, mientras que otras unidades solicitan materiales para mejorar su equipamiento propio, los cuales pueden ser adquiridos en tiendas, adquiridos en batallas, o encontrados en el área mundial con una criatura llamada Mr. Diggs. Mr. Diggs Puede ser mejorado también para encontrar más o materiales de calidad más alta.

## Argumento

### Ambientación
El juego está ambientado en un mundo ficticio presentando varios humanoides: Mitras, humanos en aspecto, Yamas, hombres-pez muy fuertes, Qsitis, pequeños reptiles, y Sovanis, personas felinas con cuatro brazos. El mundo está dividido en varias ciudades-estados, cada cual con su cultura única propia. La historia del juego gira alrededor de "Restos" (Remanant en inglés), misteriosos artefactos antiguos de medidas y formas variables qué poseen poderes mágicos y ha sido la causa de varias guerras durante la historia del juego. Cada Remnant está "vinculado" a una persona concreta, quién es la única que puede utilizar su poder; Remnants potentes que quedan sin vincular durante demasiado tiempo tienen el potencial de causar un "derrumbamiento" y crear monstruos. Todas las ciudades tiene al menos uno al que su gobernante está vinculado y utiliza para gobernar y traer paz a su reino asignado.

### Personajes
El protagonista es Rush Sykes, Mitra de 18 años de una isla pacífica. Su hermana de 14 años, Irina, es secuestrada en el inicio del juego, y encontrarla es el ímpetu de Rush para dejar la isla. Conoce y se une a David Nassau, Mitra de 19 años y gobernante de la ciudad-estatal de Athlum, y sus cuatro generales: Emma Honeywell, Mitra de 41 años, Yama Blocter de 24 años, Qsiti Pagus de 55 años y Sovani Torgal de 200 años. Estos personajes pueden ser unidos junto a más de cien personajes, muchos de los cuales vas encontrado a través de misiones, mientras otros pueden ser contratados en gremios. Cada personaje tiene su nombre propio y habilidades, aunque los personajes principales tienen habilidades adicionales especiales. El villano principal es el Conquistador, un Mitra quién durante el curso del juego ataca muchas ciudad-estados del mundo con su ejército. Está asistido, primero en secreto y luego abiertamente, por Wilfred Hermeien, un adulto Mitra qué es tanto el dirigente de la ciudad-estatal de Nagapur como del consejo gobernante de todo de la ciudad-estados y Wagram, un potente hechicero Mitra.

### Historia
El juego abre con Rush corriendo a través de un bosque, intentando encontrar su hermana Irina, quién el jugador más tarde descubre ha sido secuestrado. Encuentra un ejército dirigido por David enfrentándose a un ejército de monstruos y en la conclusión de la batalla ve a Emma en la multitud. Después de generar un potente escudo con su colgante de Remnant, es interrogado por David y sus generales, quiénes deciden ayudarle a encontrar a Irina. Mientras están investigando un Remnant que está a punto de provocar un derrumbamiento, Rush y la compañía encuentran a Wagram e Irina, quiénes huyen. Después de perseguir a Wagram e Irina durante varias misiones, el grupo atiende la reunión de Congreso de los dirigentes de las ciudades-estados en Elysion, hogar del Remnant "Arca", que puede transportar usuarios a las Tierras Sagradas. La ciudad es también el hogar de la Academia, una institución que se dedica a estudiar Remnants y el sitio donde el trabajo los padres de Rush. El Conquistador llega al Congreso, y después de vincularse al Arca, demanda los Remnants que cada ciudad-estatal tiene. Después de encontrar a la madre de Rush, el grupo descubre que el Conquistador, con sus demandas rehusadas, ha empezado una guerra y está llevando a su ejército con el soporte del "Dios-Emperador", una figura legendaria de 1000 años.
David decide liderar la oposición contra el Conquistador con la esperanza de ganar independencia para Athlum, la cual es actualmente un estado vasallo de la ciudad de Celapaleis. El grupo tiene éxito al parar al Conquistador y su ejército del ataque contra Celapaleis, pero el Conquistador ataca Athlum en su ausencia. Mata a Emma, quién se había quedado detrás para defender la ciudad y toma el Remnant gigante de Athlum, encogiéndolo a un tamaño normal. El grupo entonces regresa a Elysion para rescatar a Irina de Wagram. Se descubre que Irina tiene un poder especial que le permite "desvincular" Remnants, y es por esta razón que es secuestrada. Descubren que Hermeien está intentando utilizar al Conquistador y Wagram para crear recelo en las personas hacia los Remnants y su capacidad de proteger las ciudades-estados, de modo que pueda entonces usar a Irina y su poder para convertirse en un gobernante supremo. El grupo es exitoso en rescatar a Irina y asesinaa Hermeien, pero Wagram escapa revelando que él y el Conquistador nunca planearon apoyar a Hermeien. Enfrentándose al Conquistador, Irina utiliza Nagapur, un Remnant, para proteger a su hermano, destruyendo media ciudad en el proceso.
Cuatro meses más tarde, el jugador desubre que el consejor de las ciudades-estado ahora están intentnado encontrar Remnant por todas partes del mundo y así utilizarlos para luchar contra el Conquistador, quién está reuniendo los Remnants de las ciudad-estados, incluso los que ya están vinculados. Los padres de Rush e Irina, una vez encontrados, revelan que su búsqueda en la academia había sido para crear tablillas que pueden transformar los Remnants y es a través de una de estas que Wagram robó que el Conquistador es capaz de hacerse con los Remnants de las ciudades-estado.
Cuándo el grupo viaja a la ciudad del Dios-Emperador, Undelwalt, para averiguar por qué está apoyando al Conquistador, se encuentran con Wagram, quién les dice que el Conquistaor es un Remnant en sí mismo. Wagram y el Dios-Emperador le están apoyando en su misión para destruir a las personas del mundo, quiénes están mal usando los Remnant y destruyendo el equilibrio del mundo.
El grupo se dirige a Elysion, el cual está bajo el ataque de las fuerzas del Conquistador. El Conquistador asciende al arca y lo vincula de modo que nadie le pueda seguir; después de derrotar a su ejército, los protagonistas encuentran una segunda Arca, aunque nunca ha sido encontrado un Remnant duplicado. El grupo persigue al Conquistador a través de las Tierras Sagradas, descubriendo ser el lugar de nacimiento de los Remnant. Les informa que está intentando liberar los Remnants del control del hombre y que la tarea era originalmente pensada para Rush, que es también un Remnant. Cree que su propósito es tomar los Remnant del mundo, que en su opinión son mal utilizados para la destrucción y guerra, y utilizarlos para destruir a las personas del mundo. Rush discrepa, y en cambio destruye la fuente de los Remnant, sacrificándose él. El juego entonces finaliza, cuando los Remnants en todas las partes del mundo disuelven, pero después de los créditos, Rush es oído hablando con el Conquistador:"Voy a volver, están esperándome"

## Desarrollo
The Last Remnant estuvo creado por desarrolladores que anteriormente habían trabajado en juegos SaGa y Final Fantasy. Dirigido por Hiroshi Takai y producido por Nobuyuki Ueda, estuvo escrito por Masato Yagi y Miwa Shoda cuyo trabajo estuvo basado en un concepto de escenario del productor ejecutivo Akitoshi Kawazu. Kimihiko Miyamae es el artista jefe, mientras Yusuke Naora sirvió tanto como productor de arte y diseñador de personajes. El juego era el primer juego de Square Enix en utilizar Unreal Engine 3. Debido a que utilizaron un motor autorizado en vez de hacer el suyo propio, el tiempo de producción tomado para ver recursos gráficos estuvo cortado significativamente, dejando al equipo que ilustra experimentar en una etapa temprana. La decisión para utilizar un motor autorizado, más que desarrollar su propio cuando era tradicional en Square Enix, estuvo debido a preocupaciones de la compañía de aumentar costes al hacer un juego, y los ahorros de tiempo de desarrollo directos de utilizar un motor ya existente.
El equipo de desarrollo planeó distinguir The Last Remnant de la serie Final Fantasy y otros juegos a través de su foco en el sistema de batalla. La dirección de arte del juego estuvo centrada en hacer que todos los personajes destacaran en el campo de batalla, y en hacer los Remnants destacar en las pantallas mundiales. Las ciudades estuvieron diseñadas para no parecer muy fantásticas, con objeto de hacer los Remnant más prominentes, y estuvo diseñado para dar la impresión que las personas de la ciudad vivían en sentido literal y figurado bajo el poder de los the people of the city were living both literally and figuratively under the powers gigantescos. El juego marcó varios hitos para Square Enix, fue su primer juego en ser publicado el mismo día en Japón e internacionalmente, así como el primero en utilizar capturas de movimiento de actores occidentales. Esto dio como resultado que los labios de los personajes hablan inglés más que japonés. El juego siempre había sido pretendido para ser publicado simultáneamente en todo el mundo y era para ser apuntado a jugadores en todo el mundo, el cual impactó el diseño de carácter y dirección de arte. El diseño y el diálogo estuvieron creados para apelar a jugadores internacionales así como jugadores japoneses, más que ser centrados solo en las normas del mercado de videojuego japonés.
The Last Remnant estuvo anunciado en una rueda de prensa en Shinjuku, Tokio el 10 de mayo de 2007. Fue mostrado como demo jugable en el Tokyo Game Show en septiembre de 2008. La versión de PC del juego presentó cambios y mejoras numerosos del original, incluyendo la integración del contenido descargable del juego original de Xbox 360, encuadres gráficos realzados, un "Modo Turbo" que aumentaba la velocidad de batalla, y una opción de New Game + que deja al jugador empezar un juego nuevo con el oro y elementos únicos de su primer juego. Aunque originalmente fue anunciado para ser publicado en PlayStation 3 al mismo tiempo que Xbox 360, ninguna versión de PlayStation ha sido publicada. Square Enix no ha comentado por qué, aunque el director Hiroshi Takai ha dicho que desarrollar para 360 es "mucho más fácil" que para PlayStation 3.

## Música
La música para el juego estuvo compuesta por Tsuyoshi Sekito con asistencia de Yasuhiro Yamanaka, quién compuso 10 de las 97 pistas totales y cocompuso 2. Con anterioridad The Last Remnant, Sekito había gastado la década anterior principalmente arreglando el trabajo de otros compositores para remakes y re-publicaciones de varios juegos de Square Enix como la serie de Final Fantasy y Seiken Densetsu. La banda sonora presenta el uso repetitivo de elementos orquestales, arreglados para orquestación por Natsumi Kameoka, y guitarra tocada por Sekito. Las piezas orquestales estuvieron tocadas por músicos de varias orquestas diferentes, más que por un grupo solo. A diferencia de la mayoría de juegos de rol, la música de batalla estuvo diseñada por Sekito para cambiar entre tres canciones dependiendo de lo bien que el jugador lleve la batalla. Un álbum de banda sonora fue publicado el 10 de diciembre de 2008, a través de Sony Music. Contiene 97 pistas a través de tres discos, y tiene una longitud total de 3:10:21.
Lista de canciones

| Disco 1 |                                   |          |  |
| N.º     | Título                            | Duración |  |
| 1.      | «The First Awakening»             | 2:09     |  |
| 2.      | «Cherished Memories»              | 0:48     |  |
| 3.      | «Opening Suite: The Search»       | 0:17     |  |
| 4.      | «Opening Suite: The Chase»        | 0:25     |  |
| 5.      | «Opening Suite: The Charge»       | 0:43     |  |
| 6.      | «Opening Suite: The Assault»      | 1:27     |  |
| 7.      | «Clash of Opposites»              | 3:20     |  |
| 8.      | «Truths Revealed»                 | 1:02     |  |
| 9.      | «All For Her»                     | 0:33     |  |
| 10.     | «Home»                            | 1:35     |  |
| 11.     | «Gathering Clouds»                | 1:37     |  |
| 12.     | «Into the Depths»                 | 2:41     |  |
| 13.     | «Flamedrop»                       | 3:57     |  |
| 14.     | «Struggle Eternal»                | 2:26     |  |
| 15.     | «Sliver of Hope»                  | 2:24     |  |
| 16.     | «The Young Marquis»               | 2:42     |  |
| 17.     | «The Known World»                 | 1:03     |  |
| 18.     | «The City of Heroes»              | 3:09     |  |
| 19.     | «A Friendly Ear»                  | 2:24     |  |
| 20.     | «An Open Mind»                    | 1:36     |  |
| 21.     | «Fair Judgment»                   | 2:46     |  |
| 22.     | «Ante Up»                         | 1:58     |  |
| 23.     | «Creeping Shadows»                | 3:30     |  |
| 24.     | «Rolling Hills, Sprawling Plains» | 4:44     |  |
| 25.     | «Sword Sparks»                    | 3:29     |  |
| 26.     | «Reversal!»                       | 2:42     |  |
| 27.     | «Horns of Victory»                | 1:28     |  |
| 28.     | «Evil's Advance»                  | 1:08     |  |
| 29.     | «Glittering Gold»                 | 4:06     |  |
| 30.     | «Dark Secrets»                    | 3:14     |  |
| 31.     | «A Special Girl»                  | 0:57     |  |
| 32.     | «Slipping Through Your Fingers»   | 2:45     |  |
| 33.     | «The Ageless Mage»                | 0:54     |  |
| 34.     | «The Bonds of Friendship»         | 2:13     |  |

| Disco 2 |                               |          |  |
| N.º     | Título                        | Duración |  |
| 1.      | «The Heavens' Majesty»        | 3:33     |  |
| 2.      | «Gateway to the West»         | 2:55     |  |
| 3.      | «The Seat of Vulcan»          | 4:50     |  |
| 4.      | «Swirling Sands»              | 4:28     |  |
| 5.      | «Free and Easy»               | 2:52     |  |
| 6.      | «The Conqueror's Message»     | 1:20     |  |
| 7.      | «Something About That Guy»    | 0:44     |  |
| 8.      | «The Binding»                 | 1:06     |  |
| 9.      | «Arcane Mysteries»            | 4:01     |  |
| 10.     | «Memories Regained»           | 0:48     |  |
| 11.     | «Family»                      | 1:40     |  |
| 12.     | «Ancient Magicks»             | 0:37     |  |
| 13.     | «The Curse»                   | 0:25     |  |
| 14.     | «The Marshalls»               | 2:22     |  |
| 15.     | «Limberlost»                  | 3:42     |  |
| 16.     | «In the Shadow of the Dragon» | 2:35     |  |
| 17.     | «The Crumbling Fortress»      | 3:15     |  |
| 18.     | «Old Traditions, New Methods» | 2:05     |  |
| 19.     | «Unrelenting Advance»         | 2:53     |  |
| 20.     | «Fallen»                      | 0:37     |  |
| 21.     | «Catafalque»                  | 0:41     |  |
| 22.     | «A Son's Loss»                | 1:52     |  |
| 23.     | «Vows Renewed»                | 0:57     |  |
| 24.     | «Everflow»                    | 4:07     |  |
| 25.     | «Assembling the Puzzle»       | 1:49     |  |
| 26.     | «The Gates of Hell»           | 3:51     |  |
| 27.     | «A Sister's Faith»            | 0:39     |  |
| 28.     | «The Price of Arrogance»      | 1:16     |  |
| 29.     | «Reunited at Last»            | 0:27     |  |
| 30.     | «Echoing Hallways»            | 3:41     |  |
| 31.     | «Rewriting the Rules»         | 0:59     |  |
| 32.     | «The Second Awakening»        | 0:41     |  |
| 33.     | «Gwayn's Bellow»              | 0:45     |  |
| 34.     | «The Remnant of Fear»         | 0:41     |  |
| 35.     | «Marion's Blessing»           | 0:46     |  |
| 36.     | «Whispers of the Ancients»    | 3:30     |  |

| Disco 3 |                                |          |  |
| N.º     | Título                         | Duración |  |
| 1.      | «Breakers on the Shore»        | 4:20     |  |
| 2.      | «Enter the Seven»              | 0:58     |  |
| 3.      | «Life Without Remnants»        | 3:19     |  |
| 4.      | «Hermeien's Ultimatum»         | 2:03     |  |
| 5.      | «Accepting the Challenge»      | 0:47     |  |
| 6.      | «Press to Victory»             | 3:27     |  |
| 7.      | «Turn the Tide»                | 4:02     |  |
| 8.      | «Unexpected Betrayal»          | 0:53     |  |
| 9.      | «Out of Control»               | 3:22     |  |
| 10.     | «Beat the Odds»                | 2:58     |  |
| 11.     | «The Bitter End»               | 0:13     |  |
| 12.     | «My Liege, My Enemy»           | 1:07     |  |
| 13.     | «Wheat From Chaff»             | 2:09     |  |
| 14.     | «Through the Tulgey Wood»      | 5:19     |  |
| 15.     | «Unconditional Trust»          | 0:30     |  |
| 16.     | «Echoes of the Past»           | 2:57     |  |
| 17.     | «Final Decision»               | 3:32     |  |
| 18.     | «Labyrinth»                    | 2:41     |  |
| 19.     | «One Step»                     | 3:28     |  |
| 20.     | «The Warden and the Activator» | 0:42     |  |
| 21.     | «Time for Release»             | 2:19     |  |
| 22.     | «Nisus»                        | 4:49     |  |
| 23.     | «Schismogenesis»               | 4:18     |  |
| 24.     | «The Final Sacrifice»          | 3:54     |  |
| 25.     | «Journey's End»                | 3:08     |  |
| 26.     | «Finale»                       | 5:37     |  |
| 27.     | «Overture: TGS 2007 Mix»       | 1:47     |  |

## Recepción
Square Enix informó que el juego había vendido 580,000 copias, incluyendo PC y Xbox 360 a 31 de marzo de 2009, que era menos de dos semanas después de que el juego fuera publicado en PC. The Last Remnant recibió una recepción en gran parte mixta. Recibió una recepción más positiva en Japón que en cualquier otro lugar, algo que los desarrolladores atribuyeron a estilos diferentes de puntuar entre culturas. También sentían que los críticos japoneses puntuaron el juego demasiado alto. Recibió un 38/40 de la revista Famitsü; la crítica alaba el sistema de batalla único, batallas de escala masiva que recuerdan a Romancing Saga pero renovados a una clase completamente nueva; sin embargo, criticaron la curva de aprendizaje también, la longitud de las batallas, y la incapacidad para escoger habilidades concretas para unidades individuales. Famitsu más tarde dio al juego en 2008 su premio "Rookie Title Grand-Prize".
Una queja común de críticos era sobre asuntos gráficos. IGN declaró en su revisión de Xbox que el juego sufrió problemas técnicos extremos, mientras GameTrailers nombró los "asuntos gráficos persistentes" uno de los puntos más débiles de la versión de Xbox. GameSpot, IGN, y 1up.com citaron en su versión para Xbox problemas gráficos, donde las texturas estuvieron mostradas como resolución baja durante varios segundos antes de ser reemplazados con otras de más alta resolución. incluso así, los tres sitios dieron una puntuación más alta para la versión de PC, citando rendimiento gráfico mejorado, pero todavía con texturas lentas. Otros asuntos criticados fueron "pantallas desordenadas y misiones molestas" por GamePro, personajes estereotipados por Game Informer, una historia pobre y genérica según IGN y 1UP, y mucho tiempo cargando pantallas y cinemáticas eran las críticas de G4, 1UP, y la revista australiana Oficial Xbox Magazine.
Otra queja común entre críticos era el sistema de batalla, el cual estuvo descrito como "repetitivo" por GamePro, frustrante por IGN en su versión de Xbox, y "aburrido" y la parte peor del juego por 1UP. G4 también criticó el sistema de batalla, diciendo que el juego se jugaba solo. Esta crítica no fue universal, cuando GameTrailers citó su "sistema de batalla único" diciendo que proporcionaba "mucho para disfrutar", IGN lo llamó "la parte más interesante de The Last Remnant" en su revisión de PC, y GameSpot lo llamó "intrigante" y especialmente divertido en las batallas de escala grande. El estilo visual del juego estuvo alabado a través de muchas crítica, como aquellas por GameTrailers, 1UP, y GamePro, que describieron el estilo como "un innovador el este conoce al oeste", mientras GameSpot lo llamó un "mundo de fantasía distintivo" que está "fantásticamente construido". La música era también una fuente de elogio, y estuvo notada como tal en IGN y GameSpot, el cual lo llamó una "banda sonora sinfónica excelente" con melodías fabulosas. GameSpot, en su crítica, también alabó la historia del juego como "épica", en contraste a muchos de las otras revisiones, aunque notaron que Rush no fue "el hombre principal más interesante" y preferían cuándo la historia se centraba en el Conquistador.